# Vought F6U
Die Vought F6U Pirate (Werksbezeichnung „V-340“) war ein Jagdflugzeug, das 1944 bis 1950 für die United States Navy entwickelt wurde. Wegen vollkommen unzureichender Flugleistungen wurde die Produktion 1950 eingestellt.

## Entwicklung
Am 5. September 1944 schrieb die U.S. Navy ein neues Flugzeugträger-gestütztes Jagdflugzeug aus, das von einem Westinghouse-24C-Triebwerk angetrieben werden sollte. Vought konstruierte die V-340, einen Tiefdecker mit Lufteinläufen unter den Flügeln und einem Triebwerk im Heck. Der Pilot saß weit vorne im Rumpf, was eine sehr gute Sicht bei Trägerlandungen versprach. Eine technische Besonderheit war das Metalite genannte Material der Außenhaut, das aus zwei Leichtmetalllagen und einer dazwischen eingeklebten Balsaholzschicht bestand. Für das Seitenleitwerk kam mit Fabrilite ein ähnliches Material mit Fiberglas anstelle Metall zum Einsatz. Die Lufteinläufe waren aus glasfaserverstärktem Kunststoff hergestellt.
Vought erhielt den Auftrag für drei Prototypen am 29. Dezember 1944. Als die Pirate am 2. Oktober 1946 erstmals flog, zeigte sich jedoch, dass das eingebaute Westinghouse-J34-WE-22 Triebwerk mit 13,34 kN Schub viel zu schwach war. Daneben zeigten sich Stabilitätsprobleme und die Ruderwirksamkeit des Leitwerks war zu gering, was zu Modifikationen zwang. Der dritte Prototyp wurde deshalb als erstes Flugzeug der U.S. Navy mit einem Triebwerk mit Nachbrenner Solar A-103A ausgerüstet, einem Westinghouse J34-WE-30 mit 18,78 kN Schub. Trotz dieses Triebwerks blieben die Flugleistungen vollkommen unbefriedigend.
Die erste Serienversion F6U-1 flog am 5. März 1949 zum ersten Mal. Die U.S. Navy nahm ab August 1949 30 Serienflugzeuge ab, bevor der Auftrag am 30. Oktober 1950 gestrichen wurde. Die Flugzeuge wurden für Tests bei der Entwicklungsstaffel VX-3 des Naval Air Test Center und kurzfristig bei einer Reservestaffel verwendet. Schon im November 1950 wurden die verbliebenen 27 Maschinen nur noch als Übungsobjekte am Boden verwendet.

## Versionen

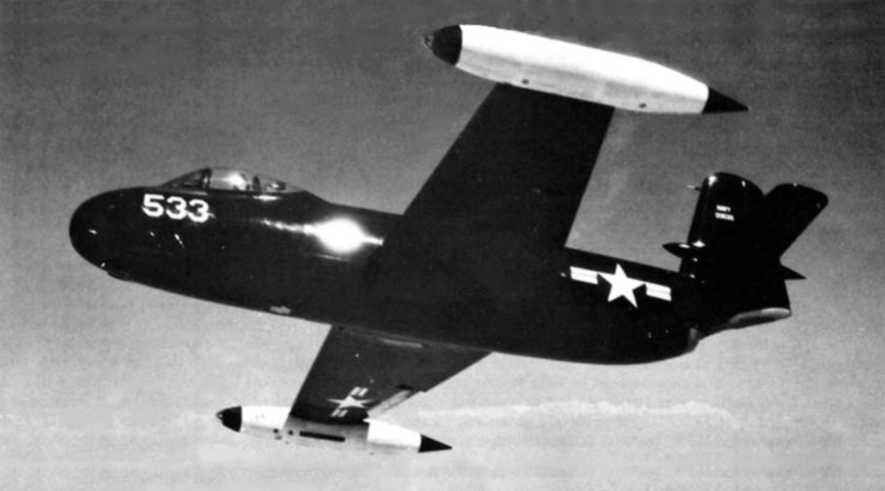
Vought XF6U-1 ohne Nachbrenner

XF6U-1drei Prototypen, zwei mit Westinghouse J34-WE-22 Triebwerk (BuNos 33532, 33533), einer mit Westinghouse J34-WE-30-Triebwerk mit Nachbrenner (BuNo 33534).
F6U-1Serienversion mit Nachbrenner, 30 gebaut (BuNo 122478-122507), 35 weitere wurden gestrichen.
F6U-1PUmbau einer F6U-1 als Aufklärungsflugzeug (BuNo 122483).

## Produktion
Abnahme der Chance-Vought Pirate durch die US Navy:
| Version | 1949 | 1950 | SUMME |
| ------- | ---- | ---- | ----- |
| XF6U-1  | 3    |      | 3     |
| F6U-1   | 22   | 8    | 30    |
| SUMME   | 25   | 8    | 33    |

## Verbleib
Von den 33 produzierten Maschinen ist nur eine F6U-1 bis heute erhalten geblieben. Hierbei handelt es sich um die zweite Serienmaschine (BuNo 122479), die zwischen 2002 und 2012 durch die Vought Aircraft Heritage Foundation restauriert wurde und seit Februar 2012 im National Museum of Naval Aviation in Florida ausgestellt ist.

## Technische Daten

Dreiseitenansicht der F6U-1

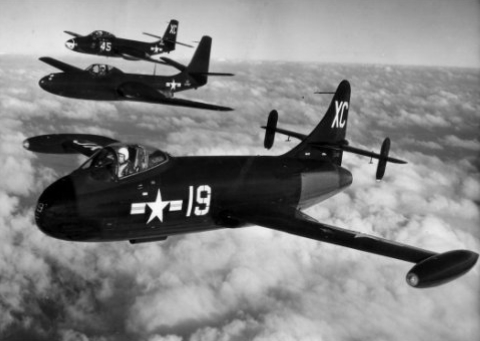
Eine F6U mit den Konkurrenzprodukten FH Phantom und F2H Banshee

| Kenngröße             | Daten der F6U-1                                                            |
| --------------------- | -------------------------------------------------------------------------- |
| Besatzung             | 1 Pilot                                                                    |
| Länge                 | 11,46 m                                                                    |
| Spannweite            | 10,00 m                                                                    |
| Höhe                  | 3,39 m                                                                     |
| Flügelfläche          | 18,90 m²                                                                   |
| Flügelstreckung       | 5,3                                                                        |
| Leermasse             | 3.320 kg                                                                   |
| max. Startmasse       | 5.850 kg                                                                   |
| Höchstgeschwindigkeit | 959 km/h                                                                   |
| Steiggeschwindigkeit  | 40,95 m/s                                                                  |
| Dienstgipfelhöhe      | 14.100 m                                                                   |
| Reichweite (max.)     | 1.880 km                                                                   |
| Antrieb               | ein Westinghouse J34-WE-30-Strahltriebwerk mit Nachbrenner (14,0/18,78 kN) |
| Bewaffnung            | vier 20-mm-M3-Kanonen                                                      |